# Eurovision Young Musicians 2024
Der 21. Eurovision Young Musicians fand am 17. August 2024 in Bodø statt. Es gewann der österreichische Geiger Leonhard Baumgartner. Es war dies der insgesamt sechste Sieg Österreichs beim Eurovision Young Musicians, der erste seit 2014.
Platz zwei belegte der schwedische Cellist Hugo Svedberg, vor dem deutschen Querflötisten Fabian Johannes Egger.

## Austragungsort
Am 11. Juli 2023 gab die EBU bekannt, dass der Wettbewerb in Bodø in Norwegen stattfinden werde. Es ist dies die zweite Austragung in Norwegen nach 2000, als der Wettbewerb in Bergen stattfand. Als Austragungsort wurde das Stormen Konserthuset bestimmt. Im Vergleich zu den vorherigen Austragungen wurde die Sendezeit des Wettbewerbs nach vorne verlegt, so beginnt die Übertragung bereits um 19 Uhr Mitteleuropäischer Zeit.

## Format

### Moderation
Am 6. April 2024 wurden Silje Nordnes und Mona Berntsen als Moderatorinnen vorgestellt.

### Jury
Die Jury wurde am 11. Juli präsentiert und besteht aus:
- Andreas Sundén (Klarinettist)
- / Marianna Shirinyan (Pianistin)
- Martin Grubinger (Schlagzeuger, Teilnehmer am Eurovision Young Musicians 2000 sowie Moderator 2012)
- Tabita Berglund (Dirigentin und Cellistin)

## Teilnehmer
Kroatien zog sich zurück und wird damit erstmals seit 2002 nicht am Wettbewerb teilnehmen. Hingegen wird Armenien zum ersten Mal seit 2012 wieder am Wettbewerb teilnehmen. Auch die Schweiz nimmt erstmals seit 2006 wieder teil. Am 12. Juli 2023 gab die EBU in einem Facebook-Posting bekannt, dass bis zu 10 Länder am Wettbewerb teilnehmen können. Damit wird erstmals die Teilnehmerzahl beim Wettbewerb beschränkt sein. Die EBU begründete diesen Schritt als Maßnahme der Qualitätssicherung der Veranstaltung. Am 10. Januar 2024 wurde die maximale Anzahl der Teilnehmer auf 11 erhöht. Am 29. Februar 2024 berichtet SRF das 12 Länder am Wettbewerb teilnehmen würden. Am 3. April gab der ORF hingegen bekannt, dass nur 11 Länder teilnehmen würden, wobei bekannt wurde, dass Serbien zum ersten Mal seit 2008 wieder am Wettbewerb teilnehmen wird. Die offizielle Teilnehmerliste wurde am 5. April 2024 präsentiert.

Teilnehmer
Länder, die in der Vergangenheit teilgenommen haben, jedoch nicht 2024

| Land        | Sender             | Nationaler Vorentscheid |
| ----------- | ------------------ | ----------------------- |
| Armenien    | ARMTV              | Depi dasakan Yevratesil |
| Belgien     | RTBF               | interne Auswahl         |
| Deutschland | WDR/ARD            | interne Auswahl         |
| Frankreich  | France Télévisions | interne Auswahl         |
| Norwegen    | NRK                | Virtuos 2024            |
| Österreich  | ORF                | interne Auswahl         |
| Polen       | TVP                | Młody Muzyk Roku 2024   |
| Schweden    | SVT                | Polstjärnepriset 2024   |
| Schweiz     | SRF/SRG SSR        | interne Auswahl         |
| Serbien     | RTS                | interne Auswahl         |
| Tschechien  | ČT                 | interne Auswahl         |

## Finale
Das Finale soll am 17. August 2024 stattfinden.
| Platz | Startnr. | Land        | Interpret                  | Instrument | Musikstück                                                                         |
| ----- | -------- | ----------- | -------------------------- | ---------- | ---------------------------------------------------------------------------------- |
| 1.    | 4        | Österreich  | Leonhard Baumgartner       | Violine    | 5. Violinenkonzert in a-Moll, 1. Satz von Henri Vieuxtemps                         |
| 2.    | 7        | Schweden    | Hugo Svedberg              | Cello      | 1. Cellokonzert in D-Dur, 1. Satz von Joseph Haydn                                 |
| 3.    | 10       | Deutschland | Fabian Johannes Egger      | Querflöte  | Tango Fantasia für Querflöte und Orchester von Jacob Gade & Toke Lund Christiansen |
| –     | 1        | Norwegen    | Sebastian Egebakken Svenøy | Klavier    | 5. Klavierkonzert, 3. Satz von Camille Saint-Saëns                                 |
| –     | 2        | Schweiz     | Valerian Alfaré            | Euphonium  | Euphonium Konzert von Paul Mealor                                                  |
| –     | 3        | Belgien     | Mahault Ska                | Klavier    | Klavierkonzert in g-Moll, 1. Satz von Felix Mendelssohn Bartholdy                  |
| –     | 5        | Armenien    | Hayk Hekekyan              | Oboe       | 1. Oboenkonzert in d-Moll, 1. Satz von Ludwig August Lebrun                        |
| –     | 6        | Frankreich  | Pierre-Emmanuel Hurpeau    | Klavier    | Klavierkonzert in G, 3. Satz von Maurice Ravel                                     |
| –     | 8        | Polen       | Jeremi Tabęcki             | Klarinette | Konzertfantasie nach Motiven von Rigoletto von Luigi Bassi                         |
| –     | 9        | Serbien     | Bogdan Dugalić             | Klavier    | Rhapsodie über ein Thema von Paganini von Sergei Rachmaninow                       |
| –     | 11       | Tschechien  | Adam Znamirovsky           | Klavier    | 2. Klavierkonzert, 3. Satz von Camille Saint-Saëns                                 |

## Absagen

### Absage und daher keine Rückkehr zum Wettbewerb
| Land                    | Grund und Bemerkung | letztmalige Teilnahme |
| ----------------------- | --- | --------------------- |
| Bosnien und Herzegowina | Die bosnische Rundfunkanstalt BHRT steht seit 2016 aufgrund ausstehender Zahlungen unter Sanktionen der EBU und ist deshalb von deren Programmen, darunter auch dem Eurovision Young Musicians, ausgeschlossen. Der Grund des Geldmangels (die Schulden von BHRT beliefen zu Ende des Jahres 2021 auf etwa 32 Millionen Euro) liegt darin, dass RTRS seit 2017 seiner gesetzlichen Pflicht nicht nachkommt, 50 % des Rundfunkbeitrags in der Republika Srpska an BHRT zu überweisen. Schlussendlich schien Bosnien und Herzegowina nicht auf der Teilnehmerliste auf. | 2012                  |
| Bulgarien               | Am 13. Juli 2023 gab der bulgarische Fernsehsender BNT bekannt, dass man nicht zum Wettbewerb zurückkehren werde. Genauere Gründe hierfür wurden nicht genannt. | 2006                  |
| Georgien                | Am 3. Januar 2024 bestätigte der georgische Sender GPB das man 2024 nicht zum Wettbewerb zurückkehren werde. Genauere Gründe für diese Entscheidung wurden nicht genannt. | 2012                  |
| Kroatien                | Am 30. November 2023 gab der kroatische Sender HRT bekannt, dass man 2024 nicht am Wettbewerb teilnehmen werde. Genauere Gründe wurden nicht genannt. | 2022                  |
| Niederlande             | Am 14. November gab der niederländische Sender NTR bekannt, dass man nicht zum Wettbewerb zurückkehren werde. Genauere Gründe hierfür wurden nicht genannt. | 2014                  |
| Nordmazedonien          | Im September 2023 veröffentlichte MRT sein Budget für 2023/24, welches Positionen für eine Teilnahme am Eurovision Song Contest 2024 bzw. Junior Eurovision Song Contest 2024 enthält, jedoch keine Angaben zum Eurovision Young Musicians. Schlussendlich schien das Land nicht auf der Teilnehmerliste auf. | 1994                  |
| Slowenien               | Obwohl der slowenische Sender RTVSLO im Juni 2023 bekannt gab zum Wettbewerb zurückzukehren befand sich Slowenien nicht auf der offiziellen Teilnehmerliste die am 5. April 2024 präsentiert wurde. | 2018 (2020 geplant)   |
| Spanien                 | Am 5. März 2023 gab der spanische Sender RTVE bekannt, dass man nicht zum Wettbewerb zurückkehren werde. Genauere Gründe hierfür wurden nicht genannt. | 2018                  |
| Vereinigtes Königreich  | Am 28. Dezember 2023 bestätigte die BBC das man auch 2024 nicht zum Wettbewerb zurückkehren werde. Genauere Gründe für diese Entscheidung wurden nicht genannt. | 2018                  |

| Land                   | Grund und Bemerkung | letztmalige Teilnahme |
| ---------------------- | --- | --------------------- |
| Albanien               | Diese Länder haben sich nicht zu einer Teilnahme geäußert, wodurch sie nicht zum Eurovision Young Musicians zurückkehren werden. | 2018                  |
| Dänemark               | Diese Länder haben sich nicht zu einer Teilnahme geäußert, wodurch sie nicht zum Eurovision Young Musicians zurückkehren werden. | 2002                  |
| Estland                | Diese Länder haben sich nicht zu einer Teilnahme geäußert, wodurch sie nicht zum Eurovision Young Musicians zurückkehren werden. | 2018 (2020 geplant)   |
| Finnland               | Diese Länder haben sich nicht zu einer Teilnahme geäußert, wodurch sie nicht zum Eurovision Young Musicians zurückkehren werden. | 2008                  |
| Griechenland           | Diese Länder haben sich nicht zu einer Teilnahme geäußert, wodurch sie nicht zum Eurovision Young Musicians zurückkehren werden. | 2018 (2020 geplant)   |
| Irland                 | Diese Länder haben sich nicht zu einer Teilnahme geäußert, wodurch sie nicht zum Eurovision Young Musicians zurückkehren werden. | 2002                  |
| Israel                 | Diese Länder haben sich nicht zu einer Teilnahme geäußert, wodurch sie nicht zum Eurovision Young Musicians zurückkehren werden. | 2018                  |
| Italien                | Diese Länder haben sich nicht zu einer Teilnahme geäußert, wodurch sie nicht zum Eurovision Young Musicians zurückkehren werden. | 2002                  |
| Lettland               | Diese Länder haben sich nicht zu einer Teilnahme geäußert, wodurch sie nicht zum Eurovision Young Musicians zurückkehren werden. | 2002                  |
| Litauen                | Diese Länder haben sich nicht zu einer Teilnahme geäußert, wodurch sie nicht zum Eurovision Young Musicians zurückkehren werden. | 1994                  |
| Malta                  | Diese Länder haben sich nicht zu einer Teilnahme geäußert, wodurch sie nicht zum Eurovision Young Musicians zurückkehren werden. | 2018 (2020 geplant)   |
| Moldau                 | Diese Länder haben sich nicht zu einer Teilnahme geäußert, wodurch sie nicht zum Eurovision Young Musicians zurückkehren werden. | 2014                  |
| Portugal               | Diese Länder haben sich nicht zu einer Teilnahme geäußert, wodurch sie nicht zum Eurovision Young Musicians zurückkehren werden. | 2014                  |
| Rumänien               | Diese Länder haben sich nicht zu einer Teilnahme geäußert, wodurch sie nicht zum Eurovision Young Musicians zurückkehren werden. | 2010                  |
| San Marino             | Diese Länder haben sich nicht zu einer Teilnahme geäußert, wodurch sie nicht zum Eurovision Young Musicians zurückkehren werden. | 2016                  |
| Slowakei               | Diese Länder haben sich nicht zu einer Teilnahme geäußert, wodurch sie nicht zum Eurovision Young Musicians zurückkehren werden. | 1998                  |
| Türkei                 | Diese Länder haben sich nicht zu einer Teilnahme geäußert, wodurch sie nicht zum Eurovision Young Musicians zurückkehren werden. | 2000                  |
| Ukraine                | Diese Länder haben sich nicht zu einer Teilnahme geäußert, wodurch sie nicht zum Eurovision Young Musicians zurückkehren werden. | 2012 (2020 geplant)   |
| Ungarn                 | Diese Länder haben sich nicht zu einer Teilnahme geäußert, wodurch sie nicht zum Eurovision Young Musicians zurückkehren werden. | 2012                  |
| Vereinigtes Königreich | Diese Länder haben sich nicht zu einer Teilnahme geäußert, wodurch sie nicht zum Eurovision Young Musicians zurückkehren werden. | 2018                  |
| Zypern                 | Diese Länder haben sich nicht zu einer Teilnahme geäußert, wodurch sie nicht zum Eurovision Young Musicians zurückkehren werden. | 2010                  |

### Absage und daher kein Debüt beim Wettbewerb
| Land       | Grund und Bemerkung |
| ---------- | --- |
| Monaco     | Am 1. September 2023 nahm die neue öffentliche Rundfunkanstalt TVMonaco ihren Betrieb auf, die der EBU beitreten und an EBU-Veranstaltungen teilnehmen soll. Der frühere monegassische Sender TMC, der nun zum französischen Privatfernsehen TF1 gehört, war zum Jahreswechsel 2022 aus der EBU ausgetreten. Im März 2024, trat der Sender der Europäischen Rundfunkunion (EBU) bei, wodurch der Sender berechtigt ist, Monaco bei Veranstaltungen wie dem Eurovision Young Musicians zu vertreten. Schlussendlich befand sich Monaco nicht auf der Teilnehmerliste. |
| Schottland | Schottland hätte am Wettbewerb teilnehmen können, da das Vereinigte Königreich nicht am Wettbewerb teilnimmt. Dieses besitzt nämlich ein Vorrecht auf die Teilnahme am Wettbewerb. Schlussendlich schien das Land nicht auf der Teilnehmerliste auf. |
| Wales      | Am 30. Dezember 2023 gab der walisische Sender S4C bekannt, dass man nicht beim Wettbewerb debütieren werde. Genauerer Gründe wurden nicht genannt. |

| Land          | Grund und Bemerkung |
| ------------- | --- |
| Andorra       | Diese Länder haben sich nicht zu einer Teilnahme geäußert, wodurch sie nicht beim Eurovision Young Musicians debütieren werden. |
| Aserbaidschan | Diese Länder haben sich nicht zu einer Teilnahme geäußert, wodurch sie nicht beim Eurovision Young Musicians debütieren werden. |
| Island        | Diese Länder haben sich nicht zu einer Teilnahme geäußert, wodurch sie nicht beim Eurovision Young Musicians debütieren werden. |
| Marokko       | Diese Länder haben sich nicht zu einer Teilnahme geäußert, wodurch sie nicht beim Eurovision Young Musicians debütieren werden. |
| Montenegro    | Diese Länder haben sich nicht zu einer Teilnahme geäußert, wodurch sie nicht beim Eurovision Young Musicians debütieren werden. |

### Kein EBU-Mitglied und daher keine Rückkehr zum Wettbewerb
| Land     | Grund und Bemerkung | letztmalige Teilnahme |
| -------- | --- | --------------------- |
| Belarus  | Am 1. Juli 2021 beendete die EBU die Mitgliedschaft des belarussischen Staatsfernsehens BTRC. Da diese Suspendierung der Sender am 1. Juli 2024 abläuft, ist eine Teilnahme des Landes möglich, sofern die Sperre durch die EBU nicht verlängert wird. Schlussendlich befand sich Belarus nicht auf der Teilnehmerliste.                 | 2012                  |
| Russland | Am 26. Februar 2022 traten die russischen Staatssender Rossija 1, WGTRK und Radio Dom Ostankino als Reaktion auf den Ausschluss vom Eurovision Song Contest 2022 ihrerseits aus der EBU aus. Am 26. Mai 2022 wurden dann sämtliche russische Sender aus der EBU ausgeschlossen. Eine Teilnahme am Wettbewerb ist deshalb ausgeschlossen. | 2018                  |

### Kein EBU-Mitglied und daher kein Debüt beim Wettbewerb
| Land   | Grund und Bemerkung |
| ------ | --- |
| Kosovo | Am 11. Mai 2023 gab der Vorsitzende von Radio Televizioni i Kosovës (RTK) bekannt, dass man weiterhin auf eine Mitgliedschaft in der EBU hinarbeite. Damit das Land zum Wettbewerb eingeladen wird bzw. eine EBU-Mitgliedschaft erhält, nimmt der Sender regelmäßig an EBU-Veranstaltungen teil. Damit der Sender Mitglied in der EBU werden kann, müsste der Staat allerdings zunächst Mitglied der Vereinten Nationen und der Internationalen Fernmeldeunion werden, was bislang am Widerstand des Sicherheitsratsmitglieds Russland scheitert. |

## Übertragung
| Land        | Sender          | Zeit                     | Kommentar                               |
| ----------- | --------------- | ------------------------ | --------------------------------------- |
| Armenien    | ARMTV           | Live                     | Anna Avanesyan & Ruben Muradyan         |
| Belgien     | La Trois        | 17. August, 21:25 Uhr    | Caroline Veyt                           |
| Belgien     | Musiq'3         | 17. August, 21:25 Uhr    | Caroline Veyt                           |
| Deutschland | WDR Fernsehen   | 17. August 21:50 Uhr     | Daniel Finkernagel                      |
| Deutschland | WDR 3           | 17. August, 21:45 Uhr    | Daniel Finkernagel                      |
| Frankreich  | Culturebox      | 24. September, 21:00 Uhr | –                                       |
| Norwegen    | NRK1            | Live                     | –                                       |
| Norwegen    | NRK Klassisk    | Live                     | Anikken Sunde                           |
| Norwegen    | NRK3            | 19. August, 21:10 Uhr    | –                                       |
| Österreich  | ORF 2           | 18. August, 22:10 Uhr    | Teresa Vogl                             |
| Polen       | TVP Kultura     | Live                     | Sylwia Janiak-Kobylińska & Robert Kamyk |
| Polen       | TVP Kultura 2   | Live                     | Sylwia Janiak-Kobylińska & Robert Kamyk |
| Schweden    | SVT 2           | 24. August, 19:10 Uhr    | –                                       |
| Schweiz     | SRF 1           | 17. August, 22:40 Uhr    | Beatrice Kern                           |
| Schweiz     | RTS Deux        | 17. August, 22:35 Uhr    | Benoît Perrier                          |
| Serbien     | RTS 2           | Live                     | Tijana Lukić                            |
| Serbien     | Radio Belgrad 3 | Live                     | Tijana Lukić                            |
| Tschechien  | ČT art          | Live                     | Jiří Vejvoda & Petra Křížková           |